# (26718) 2001 HP5
2001 إتش بي 5 (ويعرف أيضًا باسم (26718) 2001 إتش بي 5 وفق تسمية الكوكب الصغير) (بالإنجليزية: 2001 HP5)‏ هو كويكب ضمن حزام الكويكبات؛ وترتيبه 26718 من حيث الاكتشاف.
اكتُشف هذا الجُرم الفلكي بواسطة بحث لنكولن عن الكويكبات القريبة من الأرض في 18 أبريل 2001.

## وصلات خارجية
- (26718) 2001 HP5 في قاعدة بيانات مختبر الدفع النفاث لأجرام النظام الشمسي الصغيرة

- الاكتشاف · مخطط المدار ·  العناصر المدارية · المعلمات المادية

- (26718) 2001 HP5 على موقع ويكي سكاي: DSS2, SDSS, GALEX, IRAS, Hydrogen α, X-Ray, Astrophoto, Sky Map, Articles and images